# Олґа Раєцка
Олґа Раєцка або Ольга Раєцке (латис. Olga Rajecka; 7 січня 1962, Плунге) — культова латвійська рок-поп-співачка, педагог вокалу. Відома в основному через участь у латвійських гуртах «EOLIKA» і «Turaidas Rose». Також лідер гуртів Jumis, Dāmu pops, Bāze 7.

## Біографія
Олґа народлася у Литві, і до двох років жила у Клайпеді. Потім, разом з матір'ю, переїхала в Латвію, де живе у невеличкому місті й співає у шкільних хорах.
З 1976, у 15-річному віці, Олґа починає робити кар'єру у відомих латвійських рок-поп-гуртах, зокрема співає у гурті «Лачплесіс», а згодом переходить до гурту «Вітамін». Ці групи включають в себе плеяду молодих людей, які згодом стали відомими латвійськими поп-музиками — Айґарс Кресла, Айґарс Ґраверс та Раймондс Макатс.
З 1980 по 1986 — на запрошення Бориса Резника співає у гурті «EOLIKA», де тоді був зоряний вокальний квартет. 1985 вийшов у світ перший вініл EOLIKA, Раєцка здійснює великий тур по країнах СССР та Варшавського блоку. Це був пік успіху.
1986 Раєцка стала вокалісткою гурту «Turaida Rose» Імантса Калніньша, де в дуеті з Уґі Розі також завойовує широку авдиторію. 1987 брала участь у конкурсі молодих співаків «Юрмала-87», завоювавши 2-е місце та приз симпатій глядачів.
У 1990-их бере участь у великій кількості фестивалів за межами Латвії — від Сопота до екзотичних азійських країн. Пише низку сольних балад, які стають класичними у латвійській співочій культурі (зокрема APVIJ ROKAS).
З 1995 вона організовує яскраві музичні заходи «Olga disenītes», де тестуються молоді співаки і танцюристи.
Постійно бере участь у музичних телепроєктах.

### Приватне життя
Була одружена з відомим баскетболістом Ігорсем Міґлінієксом, мають дочку Марію (1992). 31 липня 2014 одружилася із звукорежисером Іво Банкау.

### Дискографія
| Компанія                        | Альбоми                            | Гурти                           |
| ------------------------------- | ---------------------------------- | ------------------------------- |
| 1985, «Мелодия», LP             | Pasaule, pasaulīt                  | Eolika                          |
| 1990, «Мелодия», LP             | Sky's Eyes                         | Jumis                           |
| 1990, «Мелодия», LP             | Olga Rajecka-Migliniece            | Olga Rajecka                    |
| 1993, «MicRec», CD, kasetė      | Ar savādu smaidu                   | Bāze 7 & Olga                   |
| 1993, «MicRec», kasetė          | Kad man vairs nebūs 16             | (koncertinis įrašas)            |
| 1994, «MicRec», CD              | Maxi single [EP]                   | Bāze 7 & Olga                   |
| 1996, «MicRec», CD              | Kolekcija                          | Eolika                          |
| 1996, «Balss», kasetė           | Jā un nē                           | Olga Rajecka un Aigars Grāvers  |
| 1997, «MicRec», CD              | Olga                               | Olga Rajecka                    |
| 1999, «Laula», kasetė           | Apvij rokas                        | Turaidas roze                   |
| 2000, «Platforma», CD           | Par rozēm                          | Dāmu pops                       |
| 2000, «Platforma», CD           | Sāga                               | Ramadance                       |
| 2001, «Upe», CD                 | Izlase                             | Imants Kalniņš                  |
| 2002, «Baltic Record Group», CD | Vakar, šodien, rīt                 | Olga Rajecka                    |
| 2009, «MicRec», CD              | Olga un Lielvārdes Violetais koris | Olga Rajecka, Lielvardės choras |
| 2010, «MicRec», CD              | Jubilejas izlase                   | Eolika                          |
| 2011, «MicRec», CD, DVD         | Lielās dziesmas                    | Turaidas roze                   |
| 2012, «MicRec», CD              | Svētku diena                       | Olga Rajecka                    |